# Alsókápolna
Alsókápolna (románul Căpâlna de Jos, németül Gierelsau) település Romániában, Fehér megyében.

## Fekvése
A megye északkeleti részén, Balázsfalvától mintegy 20 km-re északkeletre, a Kis-Küküllő mellett található.

## Története
1332-ben említették először a pápai tizedjegyzékben Capella néven. Lakossága ekkor még német nemzetiségű volt és római-katolikus vallású. A pápai tizedjegyzék megemlíti, hogy temploma Mindenszentek tiszteletére volt szentelve, az akkori pap neve pedig Konrád volt.
A település még a középkorban elpusztult, a templom is nyomtalanul eltűnt. A 15. században románokkal telepítették újra a falut.
A trianoni békeszerződésig Kis-Küküllő vármegye Hosszúaszói járásához tartozott. 1920 óta megszakítás nélkül Románia része.

## Lakossága
1910-ben 779 fő lakta, ebből 716 román, 46 magyar (5,9%), 17 egyéb (főleg cigány) nemzetiségűnek vallotta magát.
2002-ben 803 lakosa volt a településnek, melyből 795 román nemzetiségű volt.